# Castell de Castelsardo
El Castell de Castelsardo (Castello di Castelsardo, en italià, també conegut com Castello Bellavista o Palau o Castell dels Doria) és un castell conservat en gran part situat al cim d'un turó, en una roca al nord de Sardenya, al golf d'Asinara, a l'actual província de Sàssari, a l'actual vila de Castelsardo. Era protegit a l'edat mitjana amb una muralla.

## Història
El lloc i potser una primera fortificació van ser fundats l'any 1102. El castell com a tal al segle xiii, probablement cap al 1270, per la noble família genovesa dels Doria, tan relacionada amb la història de Catalunya, gràcies a l'almirall Andreu Doria. Fou conegut en un primer moment com a "Castell Genovès" o "Castrum Januae" i fou d'una gran importància estratègica. Fins al segle xv, la ciutat i el castell van ser la seu de la família Doria i van servir-li per dominar les possessions del nord de Sardenya. A la vila de Castelsardo hi va haver una afluència de grups de població lígur i corsa.
Els Doria van constituir la vila i el castell com una república ciutadana, segons el model lígur, amb el seu propi codi de lleis, els Estatuts de Galeotto Doria i el lema “Pax et Bonum Rempublicam conservatore”.

Els Doria es van vincular posteriorment a l'important Jutjat d'Arborea, gràcies al matrimoni de Brancaleone Doria amb la sarda Eleonora d'Arborea, en el context dels enfrontaments entre la corona catalana i el papat. Després d'això, el papa cedeix en 1295 a la Corona d'Aragó, amb Jaume II d'Aragó.
Conquerida ardenya per la corona catalano-aragonesa l'any 1448, el castell fou anomenat aleshores "Castel Aragonès" i la vila esdevingué ciutat reial ("Ciutat reial de Sardenya") fins al 1479. Després aquest honor va passar a la vila d'Oristano. El 1586 te lloc la construcció de la catedral de Sant'Antonio Abate, seu episcopal.
A partir de 1767, i amb el domini de la casa de Savoia, el castell i la ciutat van rebre el nom actual de "Castelsardo". Durant segles el castell va ser ocupat pels militars i fins fa unes dècades encara servia com a caserna dels Carabiniers italians.

## Descripció
El castell és envoltat per un anell de muralla encara complet, que és visible majoritàriament cap al sud i que xoca amb la roca de la muntanya. El conjunt del castell té un angle i abasta tot el pont de muntanya, en direcció est-oest, amb una amplada d'uns 100 metres. En direcció nord-sud, només fa uns 25 metres. Els edificis interiors, de diferents nivells i alçades de planta, dels quals avui es conserven set cases separades, estan comunicats per una petita carretera. El costat occidental mira al mar. L'accés es fa d'est a nord, per una rampa pronunciada que condueix a la consergeria al centre nord, l'entrada de la qual podria estar flanquejada i controlada per edificis des de tres costats en un petit pati.
Al nord del castell, també apuntat al nord-oest i amb una petita torre rodona i una plataforma protegida, s'han conservat les restes d'una mena de cau (o gossera) exterior.
Una cisterna d'aigua de pluja amb un petit pou cobert, a la zona oriental del castell, indica les dificultats de subministrament d'aigua.

## Ús actual
Avui, a les renovades sales del castell, s'hi allotja el MIM, "Museu del teixit mediterrani". A la sala X es proposen exposicions temporals i exposicions d'artistes locals i nacionals. A l'interior del castell també hi ha algunes reproduccions d'armes de setge d'època medieval

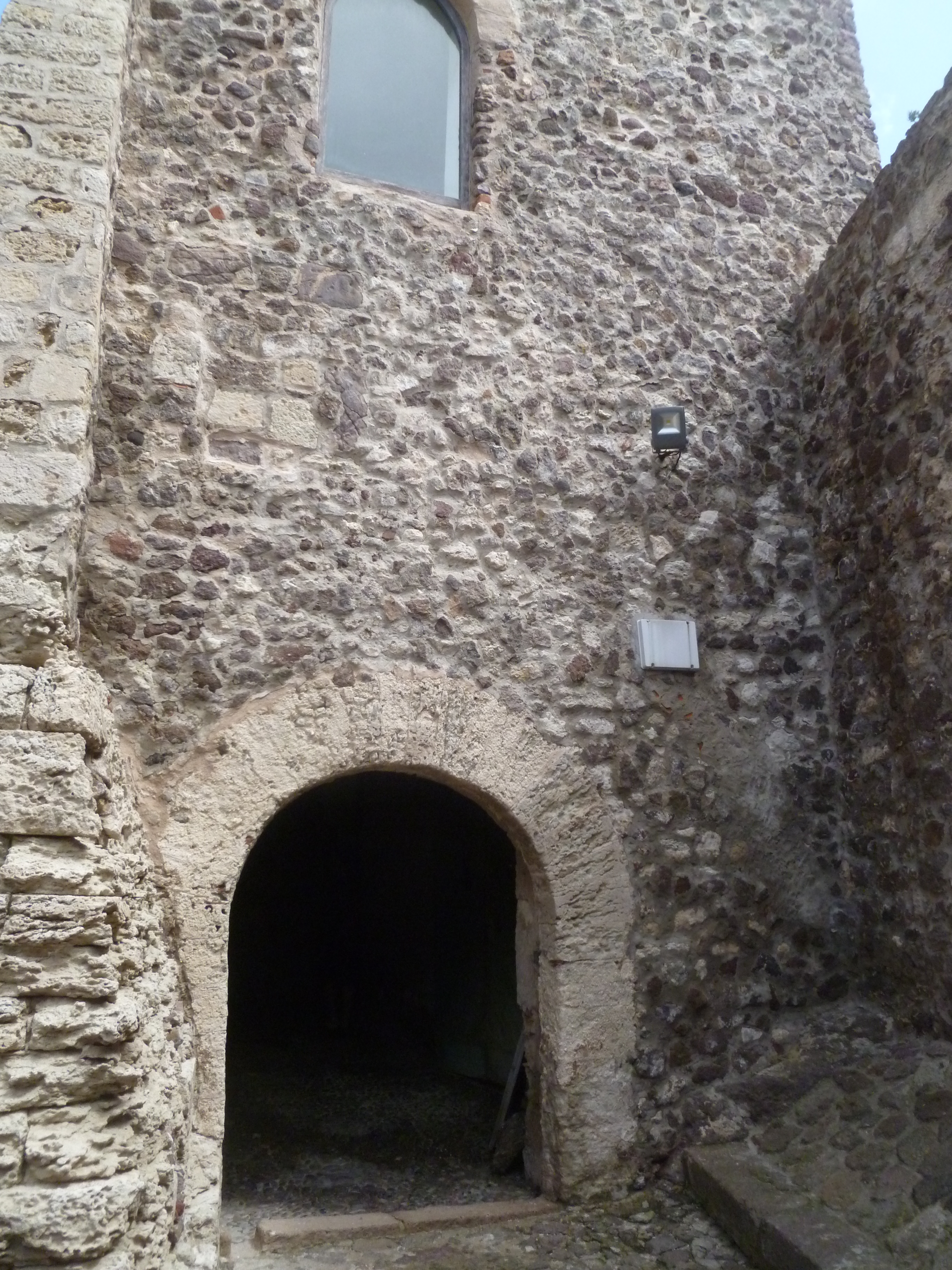
Vista interna
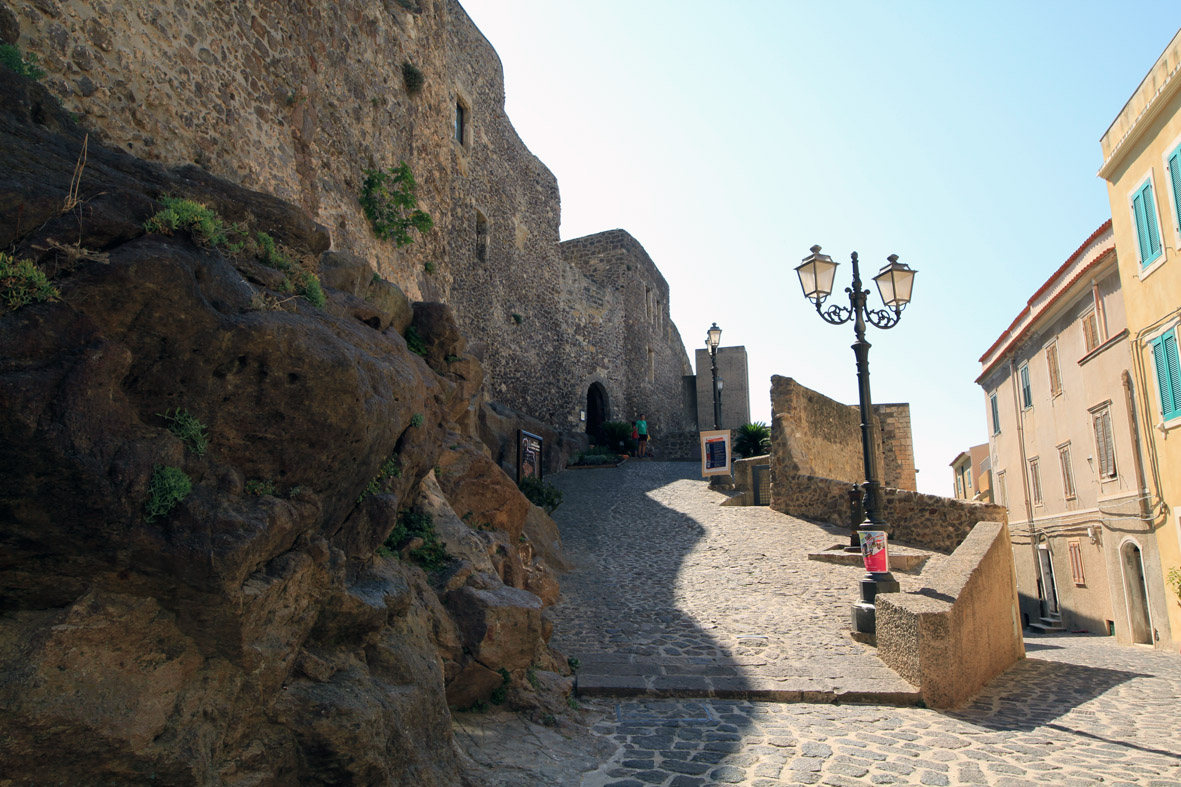
L'escala del castell, a la dreta l'Usini medieval (castell)
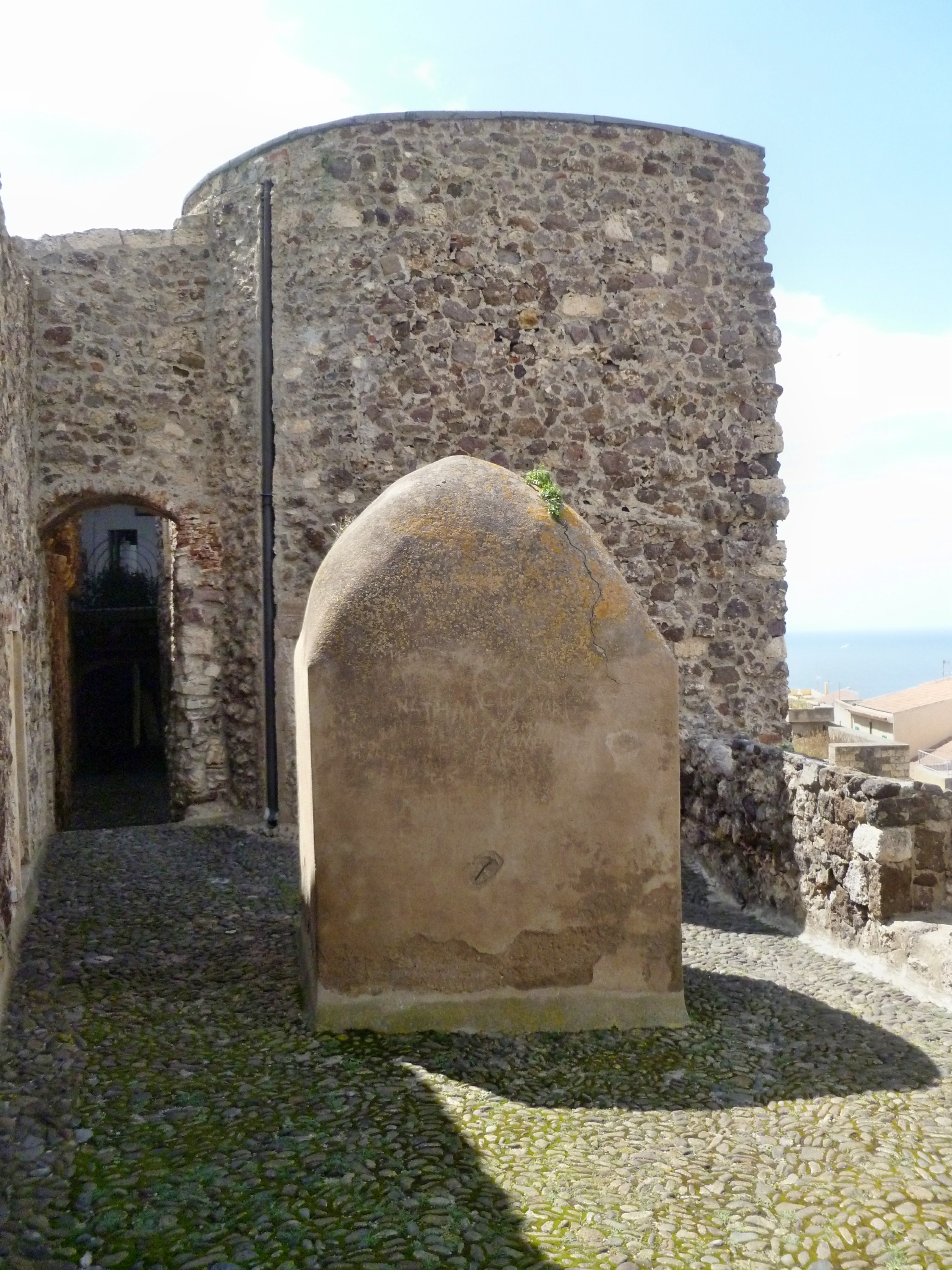
Casa de la font sobre una de les cisternes
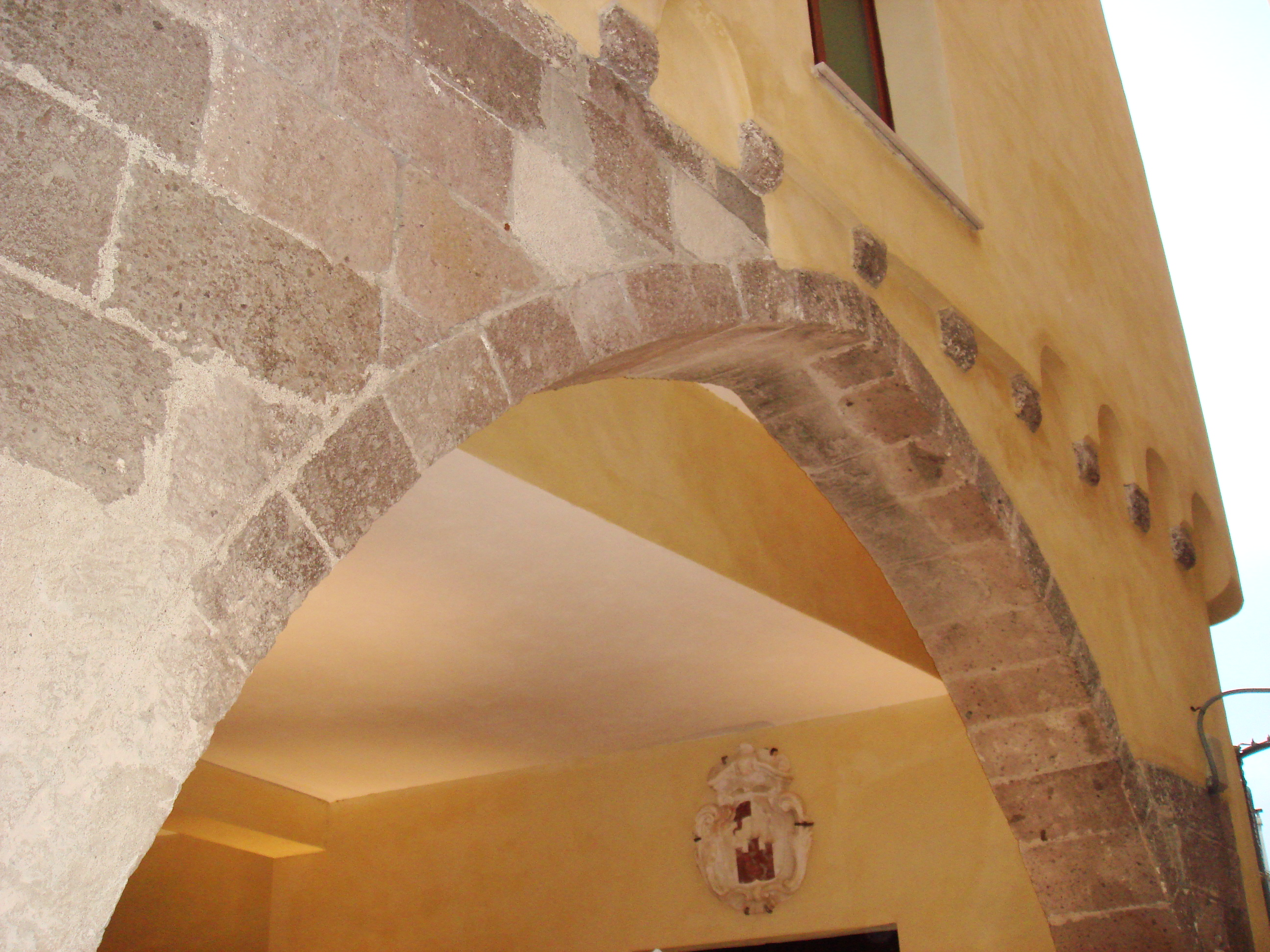
Detalls de l'interior del castell (edifici principal)
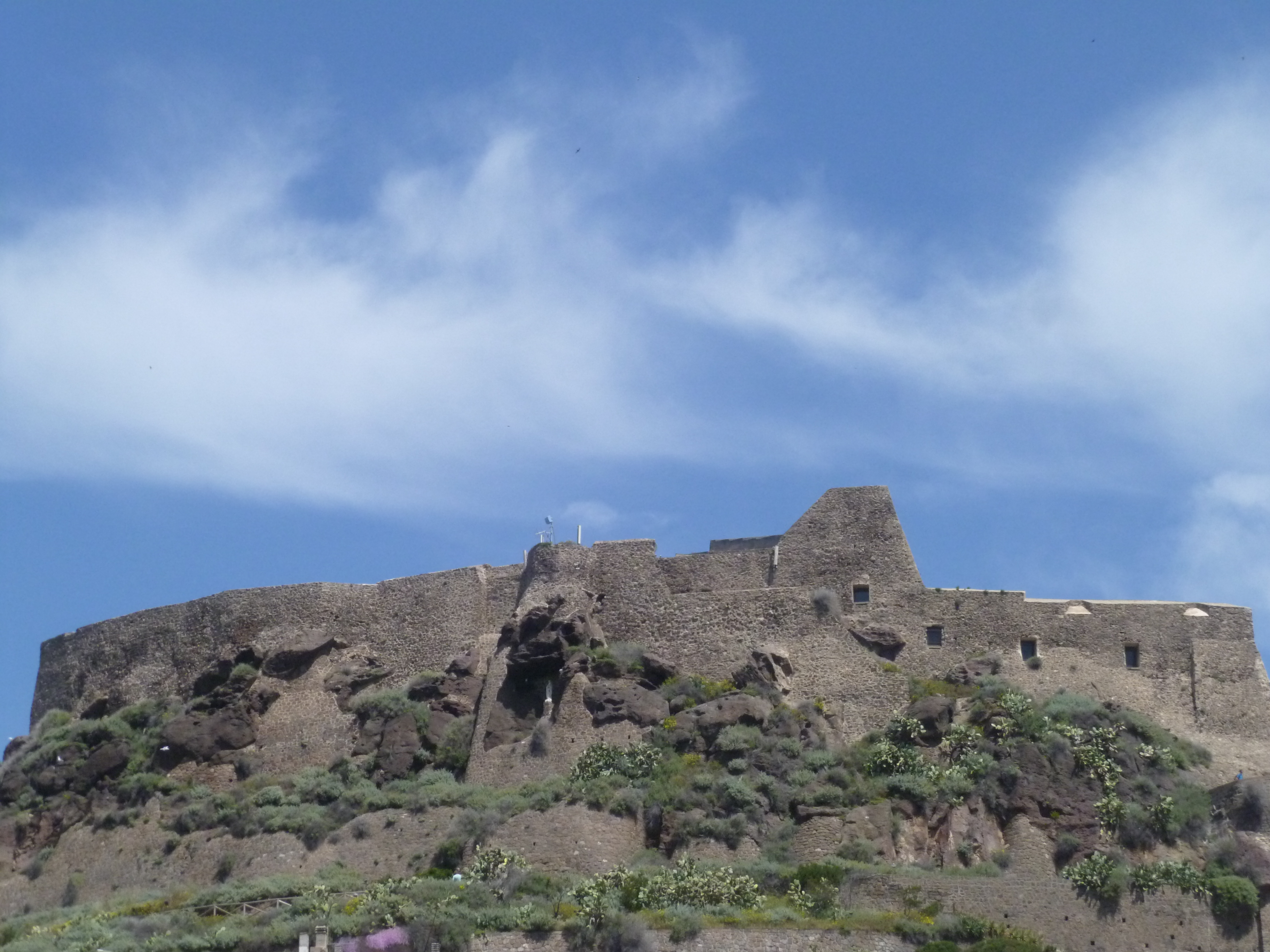
Mur del Castell a la zona sud
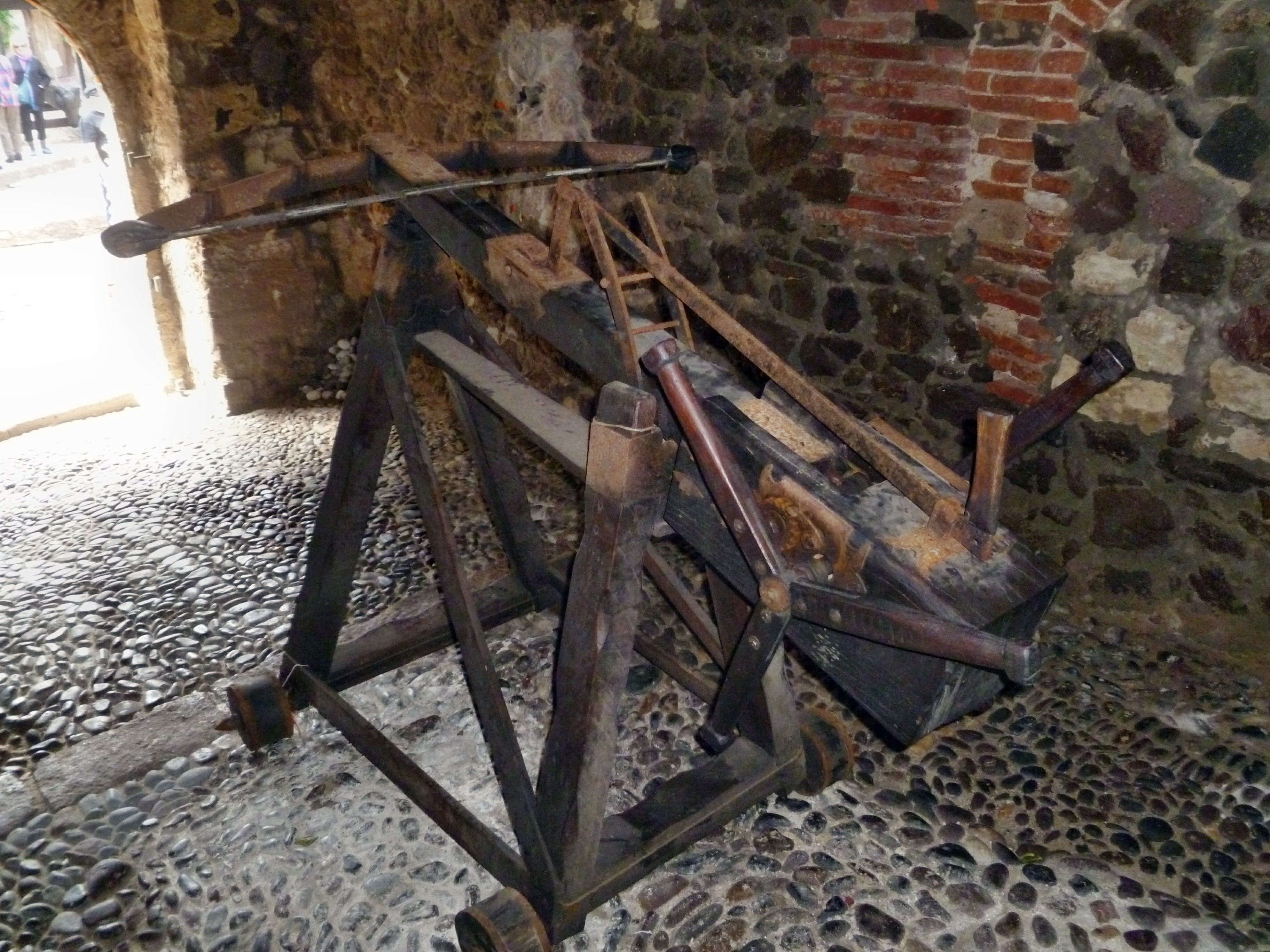
Ballesta
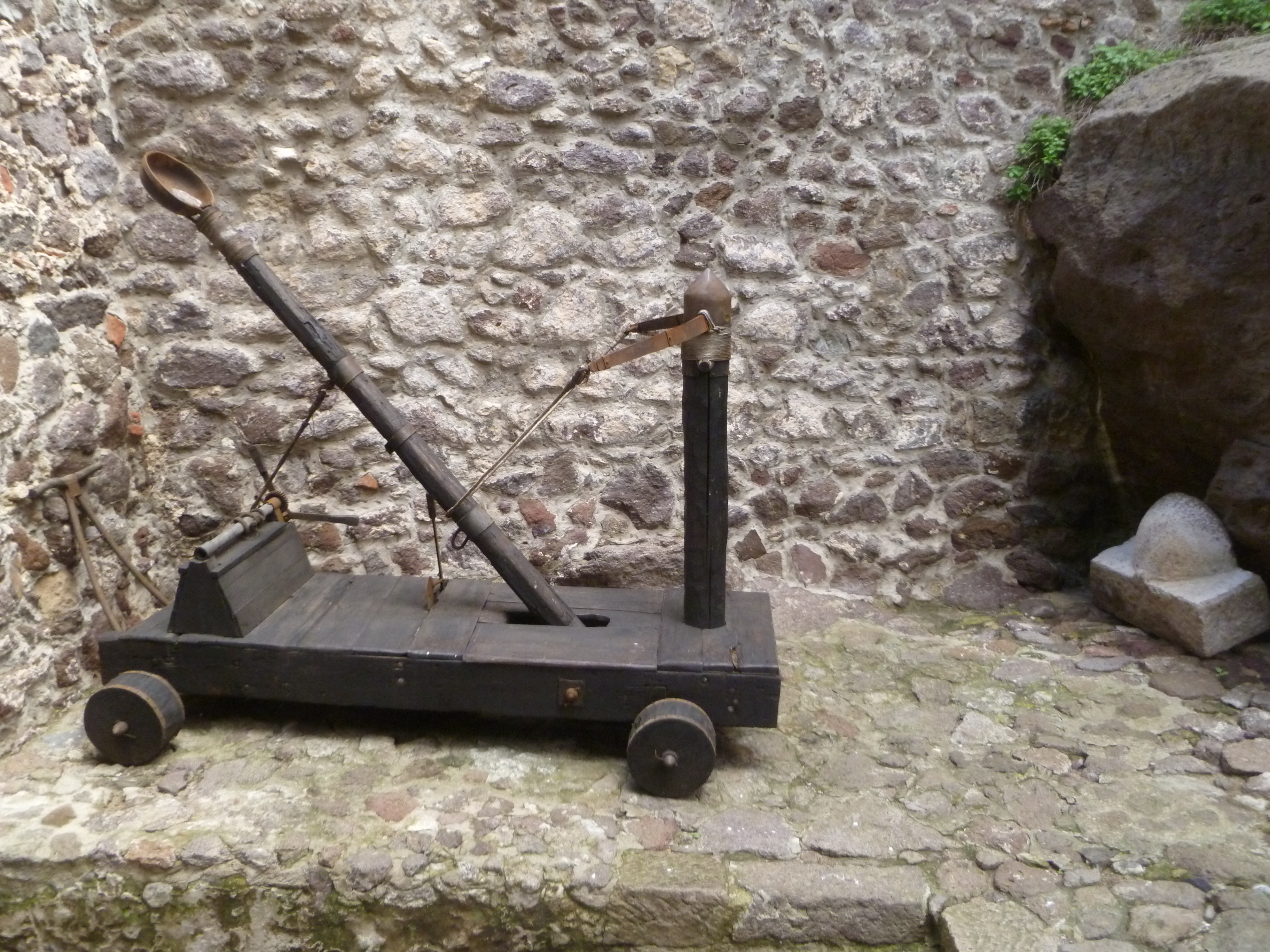
Onagre
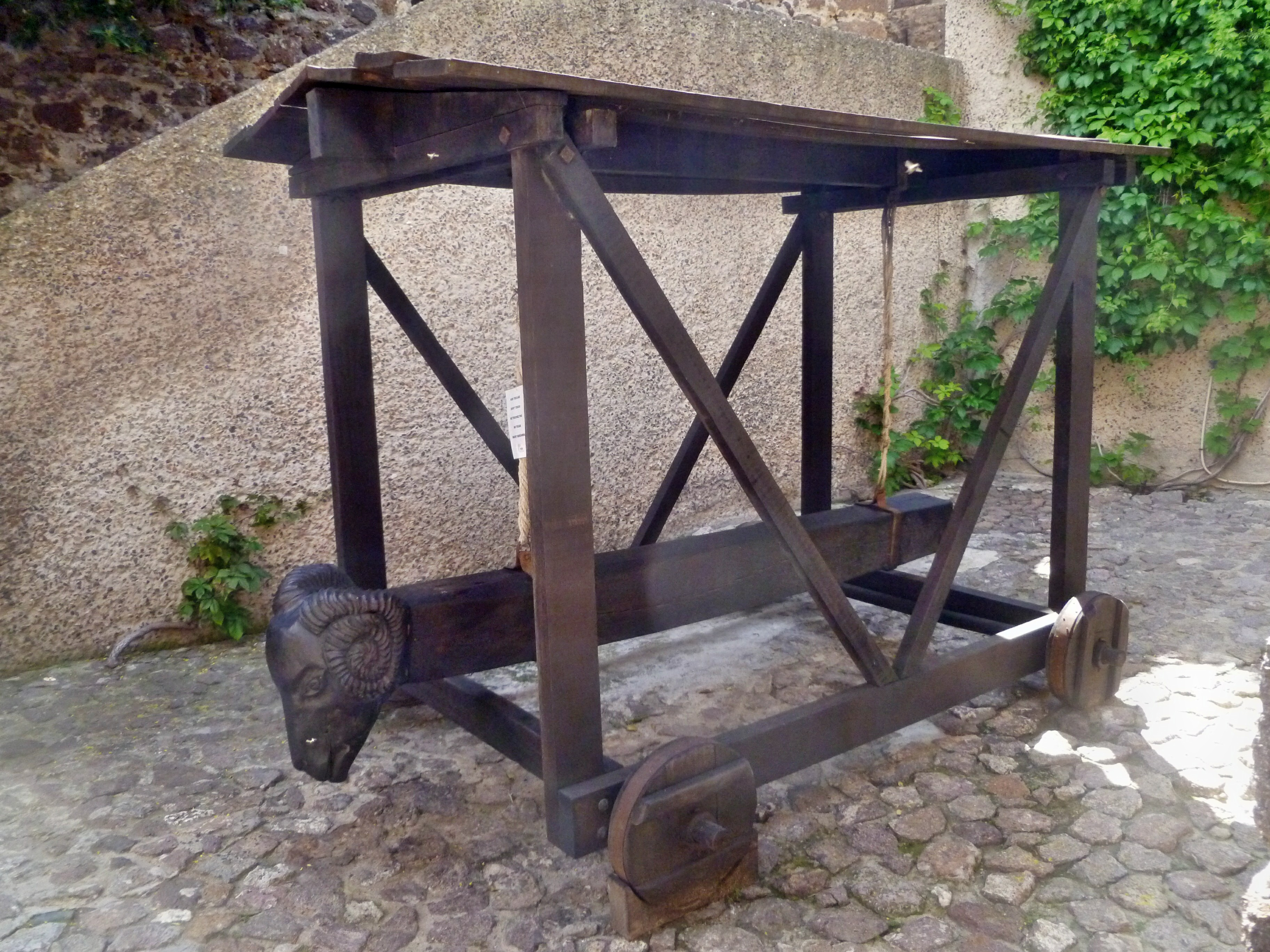
Àriet
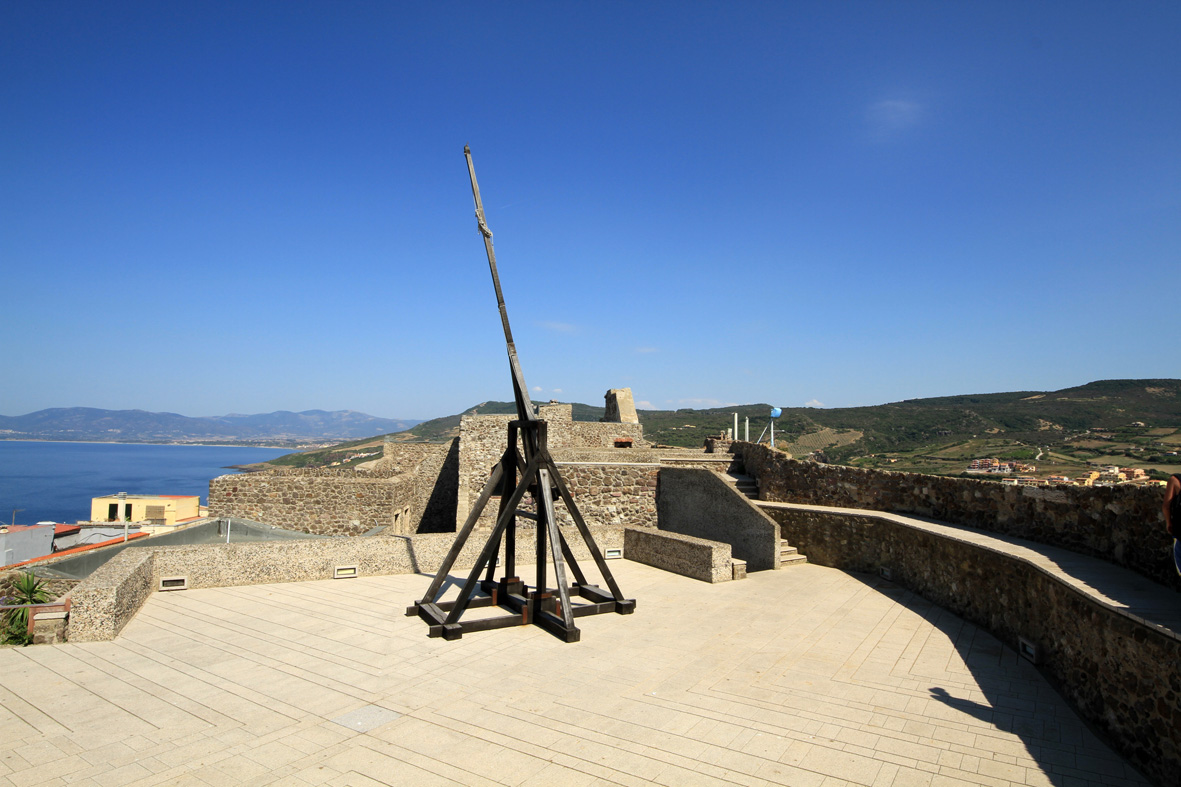
Petit trabuquet
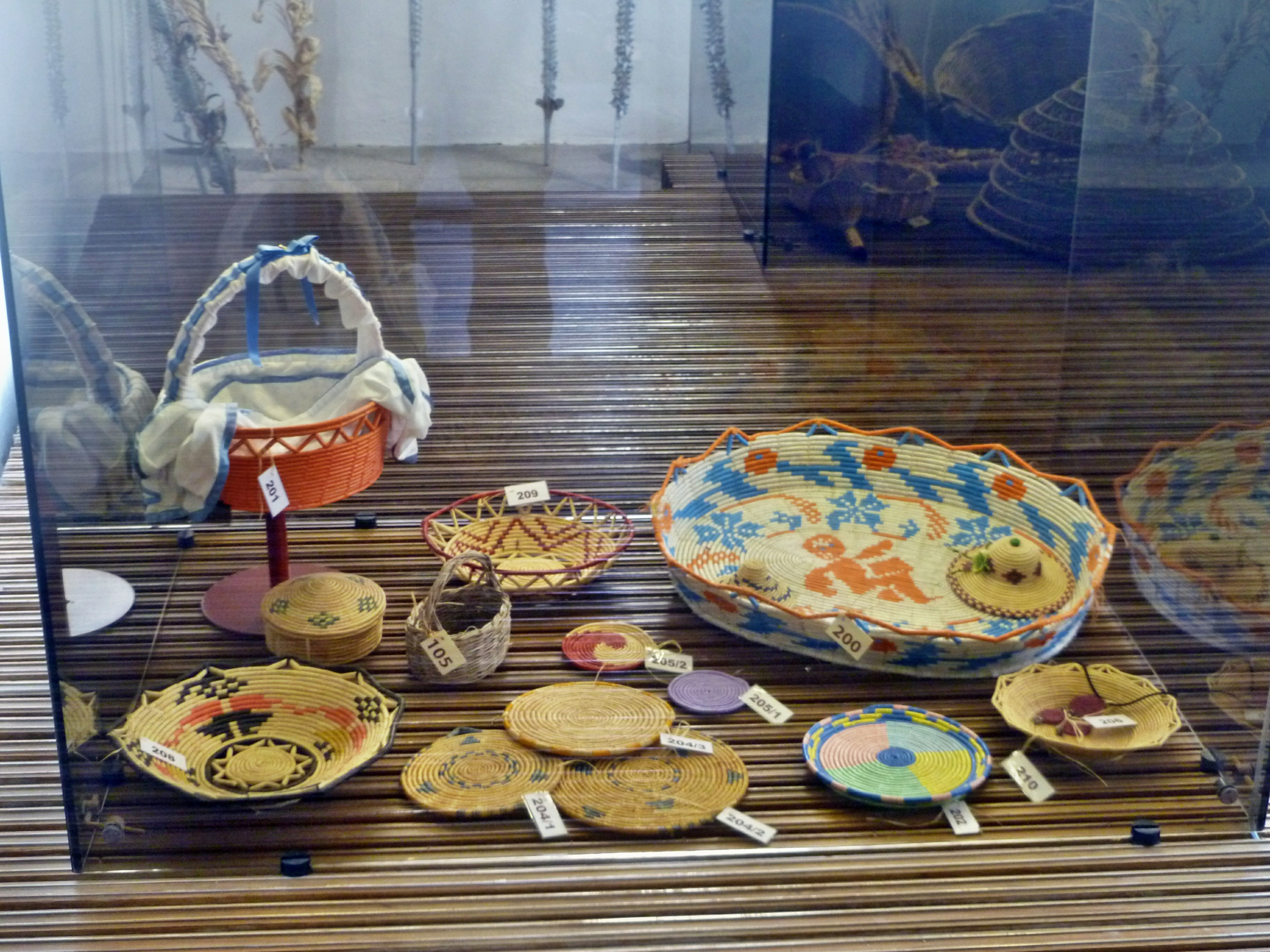
Testimonis fets de vímet sard
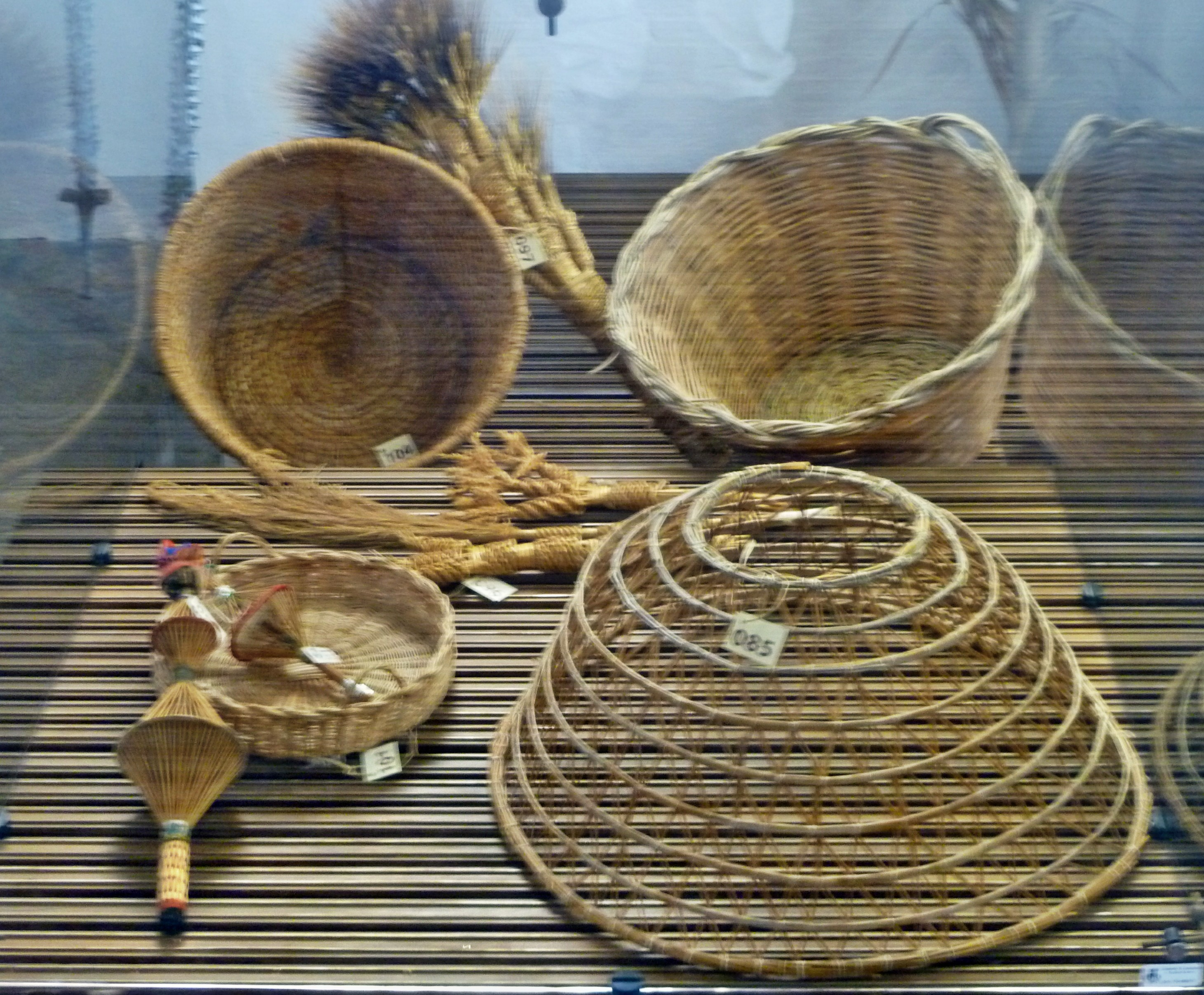
Contenidors entrellaçats